# Provinciale weg 338
De Provinciale weg 338 (N338) is een provinciale weg in de Nederlandse provincie Gelderland, die een verbinding vormt tussen de A12 ter hoogte van Westervoort en de N317 bij Doesburg
De weg is uitgevoerd als tweestrooks-gebiedsontsluitingsweg met een maximumsnelheid van 80 km/h. Tussen Westervoort en Giesbeek heet de weg Rivierweg (refererend aan de IJssel, die hier parallel aan de weg verloopt). Vanaf Giesbeek tot Doesburg staat de weg bekend als Provinciale weg 51, naar het nummer (S51) waaronder het administratief bekendstond bij de provincie Gelderland tot de invoering van de Wet herverdeling wegenbeheer.
N23 · N34 · N224 · N225 · N229 · N233 · N271 · N301 · N302 · N303 · N304 · N305 · N306 · N307 · N308 · N309 · N310 · N311 · N312 · N313 · N314 · N315 · N316 · N317 · N318 · N319 · N320 · N322 · N323 · N324 · N325/A325 · N326/A326 · N327 · N329 · N330 · N331 · N332 · N333 · N334 · N335 · N336 · N337 · N338 · N339 · N340 · N341 · N342 · N343 · N344 · N345 · N346 · N347 · N348/A348 · N349 · N350 · N351 · N352 · N375 · N377

N418 · N701 · N702 · N703 · N704 · N705 · N706 · N707 · N708 · N709 · N710 · N711 · N712 · N713 · N714 · N715 · N716 · N717 · N718 · N719 · N720 · N727 · N731 · N732 · N733 · N734 · N735 · N736 · N737 · N738 · N739 · N740 · N741 · N742 · N743 · N744 · N745 · N746 · N747 · N748 · N749 · N750 · N751 · N752 · N753 · N754 · N755 · N756 · N757 · N758 · N759 · N760 · N761 · N762 · N763 · N764 · N765 · N766 · N768 · N781 · N782 · N783 · N784 · N785 · N786 · N787 · N788 · N789 · N790 · N791 · N792 · N793 · N794 · N795 · N796 · N797 · N798 · N800 · N801 · N802 · N803 · N804 · N805 · N806 · N810 · N811 · N812 · N813 · N814 · N815 · N816 · N817 · N818 · N819 · N820 · N821 · N822 · N823 · N824 · N825 · N826 · N827 · N830 · N831 · N832 · N833 · N834 · N835 · N836 · N837 · N838 · N839 · N840 · N841 · N842 · N843 · N844 · N845 · N846 · N847 · N848 · N852 · N855

Cursief vermelde wegen zijn voormalige provinciale wegen.